# Ricardo Esteban Plaza
Ricardo Esteban Plaza (Burgos, 1962) és un editor espanyol de còmics. El 2004 fou fundandor de l'editorial Dibbuks, a la qual hi va restar com a màxim responsable durant 15 anys. Des d'aquesta editorial el 2007 va publicar la revista de còmics El Manglar. El 2019 va fundar una nova editorial, anomenada Nuevo Nueve.

## Biografia
Als anys 1980 va col·laborar com a guionista i dibuixant amb la revista de còmics Madriz i el setmanari Villa de Madrid.
El 2004 va fundar l'editorial de còmics Dibbuks, a la qual hi va romandre com a editor en cap al llarg de 15 anys. El 2019 va comunicar que abandonava l'editorial per «motius personals i discrepàncies societàries». Es dona el cas que tres anys abans, l'editorial barcelonina Malpaso havia adquirit el 70% de Dibbuks, deixant a Esteban en una posició minoritària. Malgrat la seva marxa, Esteban va anunciar que continuaria mantenint el seu 30% de Dibbuks.
Des de Dibbuks, el 2007 Esteban havia llançat al mercat la revista de còmics El Manglar, recompensada amb el premi a la millor revista del Saló Internacional del Còmic de Barcelona de 2008.
Al setembre de 2019 va fundar una nova editorial, Nuevo Nueve. El nom és un joc de paraules que fa referència al 9è art, a la seva data de naixement (9 de setembre) i a un grup de teatre de la seva infantesa que també s'anomenava així. L'editorial va arrancar amb molta embranzida, ja que recent fundada va publicar El Pacto, el celebrat còmic de Paco Sordo, que va guanyar el Premi a la Millor Obra d'Autor Espanyol del Saló del Còmic de Barcelona. També, l'autor fou recompensat amb el Premi Nacional del Còmic de 2022 atorgat pel Ministeri de Cultura d'Espanya.